# Culina
Culina (Kulina, Kułina, Colina, Colima, Kolima, Kolina, Kollina, Kulinân, Korina, Kurina, Kurino, Kulino, Madiha, Madija, Kulina Madija, Kuliña, Culino), pleme američkih Indijanaca porodice Arauan u zapadnobrazilskim državama Amazonas i Acre i susjednom Peruu na gornnjem toku rijeke Purus i na rijeci Santa Rosi. 
U Brazilu žive na rezervatima Alto Rio Purus i Kulina do Rio Envira, u državi Acre, i na Cacau do Tarauacá, Camadeni, Dení, Kulina do Medio Juruá, Kulina do Medio Jutai i Vale do Javari u državi Amazonas. 
Populacija im iznosi preko 1.300. Ne smiju se pobrkati s plemenom Kulina Pano.

## Klanovi
C. Tastevin i P. Rivet navode za klanove: Zuwihi-madiha, Sinama-madiha, Badu-madiha, Kamanui-madiha, Tusipa-madiha, Dapu-madiha, Anubeze-madiha, Biru-madiha, Ete-madiha, Tukudzu-madiha, Aritsi-madiha, Hádu-madiha, Háwa-madiha (Háu-madiha), Harumi-nawa)